# Frota da Rede Ferroviária Federal S.A.
A  Frota da Rede Ferroviária Federal S.A. nessa lista abaixo apresenta as locomotivas pertencentes a RFFSA em Julho de 1984, sendo organizada pela sua respectiva regional. 

## Parque de tração da RFFSA (1984)

### Locomotiva diesel-elétricas
| Modelo   | Fabricante | Numeração             | Total | Imagem | Notas |
| -------- | ---------- | --------------------- | ----- | ------ | ----- |
| GE U-5B  | GE         | 2001-2012 / 2201-2241 |       |        |       |
| GE U-10B |            | 2201-2241             |       |        |       |
| RSD-8    | ALCo       | 6051-6094             |       |        |       |
| RS-8     |            | 6001-6019             |       |        |       |
| 6GE761   | GE         | 2497-2499             |       |        |       |

| Modelo         | Fabricante | Numeração                          | Total | Imagem | Notas |
| -------------- | ---------- | ---------------------------------- | ----- | ------ | ----- |
| _              | EFCB       | 514, 515                           |       |        |       |
| GE U5B         | GE         | 2013-2032                          |       |        |       |
| GE U20C        |            | 2512-2602 / 2645-2655 / 2656       |       |        |       |
| EMD G12        |            | 4149-4192 / 4194, 4195 / 4197-4199 |       |        |       |
| EMD G8 (A-1-A) | EMD        | 4087, 4088                         |       |        |       |
| EMD G8         |            | 4041-4086                          |       |        |       |
| EMD GL8        |            | 4001-4003                          |       |        |       |
| 6GE761         | GE         | 2467-2496                          |       |        |       |
| MX620          | Emaq       | 6101-6174                          |       |        |       |

| Modelo   | Fabricante | Numeração                         | Total | Imagem | Notas |
| -------- | ---------- | --------------------------------- | ----- | ------ | ----- |
| _        | EFCB       | 0751                              |       |        |       |
| _        |            | 0752                              |       |        |       |
| GE U-5B  | GE         | 3001-3019                         |       |        |       |
| GE U-6B  |            | 3041-3047                         |       |        |       |
| GE U-20C |            | 3146/49/50/52/56                  |       |        |       |
| GE U-23C |            | 3201-3347 / 3381-3400 / 3361-3363 |       |        |       |
| SD-18    |            | 5001-5041                         |       |        |       |
| SD-38    |            | 5101-5144                         |       |        |       |
| SD-40    |            | 5201-5203                         |       |        |       |
| SD-40-2  |            | 5211-5243                         |       |        |       |
| RS-1     |            | 7039-7043                         |       |        |       |
| RS-3     |            | 7001/02/21 / 7130-7139            |       |        |       |
| FA-1     |            | 7099                              |       |        |       |

| Modelo      | Fabricante     | Numeração                                                                     | Total | Imagem | Notas |
| ----------- | -------------- | ----------------------------------------------------------------------------- | ----- | ------ | ----- |
| GE 70 Ton.  | GE             | 3084-3095                                                                     |       |        |       |
| GE 90 Ton.  |                | 3096-3195                                                                     |       |        |       |
| GE U-20C    |                | 3131-3145 / 3147/48/51/53 / 3154/55/57/58 / 3159, 3160 / 2601-2604 /2646-2654 |       |        |       |
| RSD-12      | ALCo           | 7151-7159                                                                     |       |        |       |
| Cremalheira | Hitachi / ALCo | 0951-953                                                                      |       |        |       |
| GE U-5B     | GE             | 2043-2064                                                                     |       |        |       |
| GE U-9B     |                | 2198, 2199                                                                    |       |        |       |
| GE U-12B    |                | 2315-2328                                                                     |       |        |       |

| Modelo     | Fabricante | Numeração                | Total | Imagem | Notas |
| ---------- | ---------- | ------------------------ | ----- | ------ | ----- |
| _          | GE         | 0505-0510                |       |        |       |
| GE U-5B    |            | 2065-2088                |       |        |       |
| (C-C)      |            | 2101-2106 / 2111-2113    |       |        |       |
| EMD G12    | EMD        | 4193/96/4200 / 4201-4216 |       |        |       |
| EMD G-22U  |            | 4301-4419                |       |        |       |
| EMD G-22CU |            | 4451-4474                |       |        |       |
| GT-22CUM1  |            | 4601-4630                |       |        |       |

| Modelo  | Fabricante | Numeração        | Total | Imagem | Notas |
| ------- | ---------- | ---------------- | ----- | ------ | ----- |
| EMD G12 | EMD        | 4217, 4267, 4268 | 3     |        |       |
|         |            | 4269             | 1     |        |       |

| Modelo           | Fabricante | Numeração                                                                               | Total | Imagem | Notas |
| ---------------- | ---------- | --------------------------------------------------------------------------------------- | ----- | ------ | ----- |
| EMD GL-8 (A-1-A) | EMD        | 4029-4031                                                                               |       |        |       |
| EMD GL-8         |            | 4004-4028                                                                               |       |        |       |
| EMD G12 (A-1-A)  |            | 4281-4290                                                                               |       |        |       |
| EMD G12          |            | 4101-4128 / 4218-4266                                                                   |       |        |       |
| EMD G-22U        |            | 4420-4429                                                                               |       |        |       |
| EMD G-26CU       |            | 4501-4516 / 4518-4522 / 4525, 4526 / 4528-4533/ 4535 / 4534 / 4631-4652 / 4517/23/24/27 |       |        |       |
| EMD GT-22CUM1    |            | 4631-4652                                                                               |       |        |       |
| GMD B12          |            | 4091-4099                                                                               |       |        |       |

| Modelo   | Fabricante | Numeração              | Total | Imagem | Notas |
| -------- | ---------- | ---------------------- | ----- | ------ | ----- |
| GE U-8B  | GE         | 2131-2190              |       |        |       |
| GE U-10B |            | 2242-2279              |       |        |       |
| EMD G12  | EMD        | 4129-4146 / 4147, 4148 |       |        |       |
| _        | _          | 0504                   |       |        |       |

| Modelo | Fabricante | Numeração             | Total | Imagem | Notas |
| ------ | ---------- | --------------------- | ----- | ------ | ----- |
| _      | EFCB       | 753                   |       |        |       |
| S-1    | ALCo       | 7001-7004             |       |        |       |
| RS-1   |            | 7031-7038             |       |        |       |
| RS-3   |            | 7103-7120 / 7122-7129 |       |        |       |
| AS-616 | Baldwin    | 0999                  |       |        |       |

| Modelo   | Fabricante | Numeração | Total | Imagem | Notas |
| -------- | ---------- | --------- | ----- | ------ | ----- |
| GE U-12B | GE         | 2301-2308 |       |        |       |
| GE U-12C |            | 2351-2365 |       |        |       |

| Modelo  | Fabricante | Numeração | Total | Imagem | Notas |
| ------- | ---------- | --------- | ----- | ------ | ----- |
| U-6B    | GE         | 3054-3060 |       |        |       |
| 70 ton. |            | 3081-3083 |       |        |       |

| Modelo | Fabricante | Numeração  | Total | Imagem | Notas |
| ------ | ---------- | ---------- | ----- | ------ | ----- |
| U-6B   | GE         | 3050, 3051 |       |        |       |

| Modelo | Fabricante | Numeração        | Total | Imagem | Notas |
| ------ | ---------- | ---------------- | ----- | ------ | ----- |
| U-6B   | GE         | 3048, 49, 52, 53 |       |        |       |